# Rhysodromus genoensis
Rhysodromus genoensis – gatunek pająka z rodziny ślizgunowatych. Zamieszkuje Iran.

## Taksonomia
Gatunek ten opisany został po raz pierwszy w 2021 roku przez Alirezę Zamaniego i Jurija Marusika na łamach „ZooKeys”. Opisu dokonano na podstawie pojedynczego samca odłowionego w 1972 roku. Jako lokalizację typową wskazano rezerwat biosfery Geno w okolicy Bandar-e Abbasu w irańskim ostanie Hormozgan. Epitet gatunkowy pochodzi od lokalizacji typowej.

## Morfologia i zasięg
Pająk o ciele długości 3,8 mm przy karapaksie długości 1,7 mm i szerokości 1,6 mm. Ubarwienie karapaksu jest brązowe z rozjaśnionymi częścią głowową i środkiem części tułowiowej. Szczękoczułki, warga dolna, szczęki są jednolicie brązowe. Sternum jest blade z szarawą przepaską brzegową. Odnóża są żółtawobrązowe z ciemnym nakrapianiem i drobnym, ciemnym łatkowaniem. Kolejność par odnóży od najdłuższej do najkrótszej to: II, I, IV, III. Opistosoma (odwłok) jest z wierzchu szarawa z ciemniejszymi brzegami, wyraźnym znakiem sercowym oraz jasnym nakrapianiem i łatkowaniem, od spodu zaś szarawa z nieco ciemniejszą przepaską przez środek. Ubarwienie kądziołków przędnych jest jednolicie brązowe. Nogogłaszczki samca mają golenie tak długie jak szerokość bulbusa, pozbawione wyraźnych apofiz, zwieńczone wydłużonym wierzchołkiem cymbium dłuższe od półtorakrotnie dłuższego niż szerokiego, owalnego tegulum, umieszczoną przednio, długą i na szczycie rozwidloną apofizę tegularną oraz dłuższy niż połowa tegulum, prosty z lekko zakrzywionym szczytem embolus.
Gatunek palearktyczny, znany jest tylko z miejsca typowego na południu Iranu.